# Ratpenat groc gegant
El ratpenat groc gegant (Scotophilus nigrita) viu a Benín, la República Democràtica del Congo, Costa d'Ivori, Ghana, Kenya, Malawi, Moçambic, Nigèria, el Senegal, el Sudan, Tanzània, Togo i Zimbàbue.
Habita la sabana.